# Бернхард Гжимек
Бернхард Гжимек [ˈgʒɪmɛk] (на немски: Bernhard Klemens Maria Grzimek) е германски ветеринарен лекар, зоолог, писател анималист, телевизионен водещ и филмов продуцент.
През 1960-те и 1970-те години е най-известният западногермански зоолог поради водещата му роля в множество телевизионни предавания в провинция Хесен. Гжимек е бил ветеринарен лекар, етолог (изследовател на поведението на животните), дългогодишен директор на Франкфуртската зоологическа градина, създател на популярни филми за животни, автор и издател на книги за животни, както и на енциклопедия, носеща неговото име. За документалния филм „Серенгети не бива да загине“ получава през 1960 г. наградата „Оскар“, с което става първия германец след Втората световна война, удостоен с това отличие.

## Произход и ранни години (1909 – 1949)
Роден е на 24 април 1909 в Найсе, Горна Силезия (днес Ниса, Полша), в семейството на Пол Франц Константин Гжимек, нотариус, и Маргарет Марго. От 1928 г. следва ветеринарна медицина първо в Лайпциг, а по-късно и в Берлин. През 1930 г. се жени за Хилдегард Прюфер, която му ражда трима сина. Три години по-късно, през 1933 г., получава докторска степен.
По време на Втората световна война е ветеринарен лекар във Вермахта и е работи за Reichsernährungsministerium (Министерство на храните на Третия Райх) в Берлин. В началото на 1945 г. Гестапо нахлува в берлинския му апартамент, защото многократно е доставял храна на скрити евреи. Тогава Гжимек бяга от Берлин във Франкфурт, който е окупиран от американската армия. През април 1945 г. той е назначен за началник на полицията във Франкфурт от американските власти, но той отказва работата.
В края на 1947 г. Гжимек е обвинен от американското военно правителство, че е член на НСДАП. Отстранен е от длъжност от Франкфуртския зоопарк, където работи, глобен е и изпратен за денацификация. На 23 март 1948 г. е установено, че той е невинен и е освободен. След това той е възстановен в зоопарка от американското правителство, но неговата репутация е разрушена. Директорът на зоопарка в Мюнхен Хайнц Хек води лична кампания срещу него. През 1949 г. Гжимек е оправдан по всяко нарушение .

## Обществена дейност (1950 – 1986)

### Африка
В началото на 1950-ге години Бернхард Гжимек предприема многобройни пътешествия из Африка. Неговата цел е от една страна да улови животни за ръководения от него зоопарк, а от друга – да изследва поведението на свобода на африканските животни и да се извадят поуки за правилното им третиране в плен в зоологическа градина. Гжимек осъзнава сериозността на деградацията на животинския свят на Африка вследствие на прекомерния лов и унищожаването на биотопите под натиска на разрастващото се и заемащо нови територии човешко население. Впечатленията му го карат да се посвети до края на живота си на опазването на дивите африкански животни. За тази цел той умело използва телевизията, която по това време е в началото на развитието си като средство за масова информация.

### „Място за дивите животни“
Чрез редовните си предавания Бернхард Гжимек става познат и обичан телевизионен водещ в края на 1950-те години. Участията му на живо като автор и водещ на поредицата „Място за дивите животни“ на телевизията на провинция Хесен (първо излъчване на 28 октомври 1956 г.) го превръщат в легенда. Във всяко издание на предаването Гжимек взима животно от зоологическата градина (често хищник) и го оставя да се разхожда в близост до него и дори да се катери по него. В края на предаването зрителите са призовавани да дарят средства в „Помощ за застрашения свят на животните“. Предаването има общо 175 издания.

### Автор и продуцент
Гжимек жъне успехи и като автор на книги и продуцент на филми. За осъществяване на проекта за изследване на степите на Национален парк „Серенгети“ в Танзания се налага той и синът му Михаел Гжимек да се научат да управляват самолет. През 1956 г. се появява първата му книга „Няма място за дивите животни“, последвана от едноименен филм, сниман в девствените гори. Филмът е удостоен с наградата за най-добър филм „Златна мечка“ на Берлинския кинофестивал. Книгата е преведена на много езици и допринася за създаването на природни резервати в Африка.
През 1959 г. се появява филмът „Серенгети не бива да загине“, отличен с „Оскар“. По време на снимачната работа се извършва всъщност обширно научно проучване на броя на дивите животни в Източна Африка и тяхната миграция. Повод за това проучване са плановете част от територията на парка да бъде изключена от него и заменена с друга. Резултатите от проучванията показали обаче, че в определен период от годината животните при сезонните им миграции престояват именно в предложената за изключване територия, докато предложената заместителна територия не играе никаква роля за тях.
Между 1967 и 1974 г. Гжимек рисува около 10 000 рисунки за издаваната от него в голям формат енциклопедия „Животът на животните, представен от Гжимек“, която излиза в 13 тома.

## Смърт (1987)
Бернхард Гжимек умира на 13 март 1987 г. във Франкфурт на Майн, гледайки цирково представление. Урната с праха му е пренесена в Танзания и погребана в кратера Нгоронгоро до тленните останки на сина му Михаел Гжимек, трагично загинал през 1959 г. при сблъсък на самолета му с лешояд по време на снимките на филма „Серенгети не бива да загине“. Надписът на възпоменателната плоча на Михаел гласи „Той даде всичко, което имаше, дори и живота си, в защита на дивите животни на Африка“.
В своя книга Б. Гжимек изказва по-късно сбъднало се пророчество:
| „ | Големите градове продължават да се разрастват. В близките десетилетия и векове хората няма да пътуват, за да видят чудесата на инженерната мисъл. Те ще напускат мръсните си градове, за да съзрат последните места на Земята, където божиите създания живеят в мир. На страните, които са запазили такива места, ще бъде завиждано от останалите и ще бъдат посещавани от тълпи туристи. Има разлика между дивите животни, живеещи естествен живот в природата, и архитектурните чудеса. Дворците могат да бъдат построени отново, ако бъдат разрушени по време на война. Ако обаче дивият свят на „Серенгети“ бъде унищожен, никаква сила на Земята не ще може отново да го възроди. | “ |

Редица книги на Бернхард Гжимек са преведени на български език, сред които „Серенгети не бива да загине“, „Сред животните на Африка“, „Нови приключения с диви животни“, „Те принадлежат на всички“, „Четириноги австралийци“, „няма място за диви животни“. Много българи откриват очарованието на света на дивите животни на Африка благодарение на книгите и филмите на Гжимек.

## Екранизации
- 1956: Kein Platz für wilde Tiere
- 1959: Serengeti darf nicht sterben
- 1956 – 1980: Ein Platz für Tiere